# 吉田由香里
吉田 由香里（よしだ ゆかり、7月7日 - ）は、日本の歌手、作詞家、作曲家。神奈川県出身。

## 概要
1987年よりチカブーンでボーカルとして活動。1991年に脱退。
1995年、テイルズ オブ ファンタジア（SFC版）のオープニングテーマ「夢は終わらない 〜こぼれ落ちる時の雫〜」、1998年、PS版のエンディングテーマ「星を空に…」を歌ったが、結婚、出産のため活動を休止。2009年11月、活動再開。主に楽曲提供。2015年10月現在、本格的に音楽活動に戻る。チカブーン30周年記念ライブに参加。

## 作品

### シングル
- 夢は終わらない 〜こぼれ落ちる時の雫〜（1995年11月22日）
- 星を空に…（1998年12月19日）

### コンピレーション
- 稚野鳥子漫画作品イメージ・アルバム「ちやとり図鑑」（1993年6月21日）

Tell Me Why / Good Morning Good Morning
- Everybody's in Working Class（1997年7月15日）

A Blue Colored Woman / Romeo, Juliet & Frankenstein I

### 楽曲提供
- 演劇集団「ビビプロ」第3回公演「その嘘に、リボンを」のアナザーストーリー

「もうひとつの嘘に、リボンを」イメージソング
「I hope that you're the one〜ミヨリのテーマ」作詞・作曲・歌（2009年11月27日）